# سميرة أحمد (صحفية)
سميرة أحمد (بالإنجليزية: Samira Ahmed)‏ هي صحفية بريطانية، ولدت في 15 يونيو 1968.

## وصلات خارجية
- سميرة أحمد على موقع IMDb (الإنجليزية)
- سميرة أحمد على موقع قاعدة بيانات الفيلم (الإنجليزية)